# Štefan I. Šubić Bribirski
Štefan I. Šubić Bribirski (hrvaško Stjepan I. Šubić Bribirski) (* okoli 1160 † 1238), je bil hrvaški plemič iz grofovske rodbine Šubićev Bribirskih. Bil je sin bribirskega grofa Pribine († po 1197) in brat grofov Jakoba, Gregorja III. († 1235) in Vučine († 1226 ). 

## Družinsko poreklo
Pribina Šubić je bil sin bribirskega grofa in vnuk grofa Gregorja I. Bribirskega. Njegov ded je imel štiri znane sinove, od katerih je Pribina podedoval grofovski naslov. Med Pribininimi brati je Gregor II. postal kninski škof. O Pribinini vladavini je malo znanega, verjetno je zgodaj umrl. Leta 1197 ga je nasledil Gregor III., ki je oblast izvajal skupaj s svojim bratom po imenu Štefan. Štefanov brat Gregor III. je bil starešina Bribirja. 

## Življenje
Ob delitvi posesti po smrti Gregorja I. leta 1197 je naslov bribirskega grofa podedoval Pribina, njegovemu bratu Višanu pa je pripadel grad Zvonigrad.  Štefanov brat Gregor se je moral boriti za vodstvo rodbine s svojim stricem Višenom (latinsko: Buissenus, Bysenius), grofom Zvonigrajskim in Splitskim (1221-1223), ki ga je leta 1223 ubil in prevzel popolno oblast nad rodbino.
Gregor III. Bribirski je ob prevzemu oblasti nad delom družinske posesti živel v miru s sosednjim cetinskim grofom Domaldom. Vendar so se razmere po križarski vojni leta 1202 spremenile razmerja moči na Hrvaškem.  Domald se je okrepil, ker mu je uspelo pregnati križarsko-beneško vojsko iz Zadra in postati gospodar Zadra.    Takrat je Domald že vladal Splitu in tudi posedoval Šibenik ter dosegel višek svoje moči. Toda Domald je hotel še več, vso Hrvaško. Nezadovoljen je bil, da mu Andrej II. Ogrski ni zaupal uprave Hrvaške in Dalmacije. Tako je padel v kraljevo nemilost. Zaradi njegove vladavine v Splitu je prišlo do spora med njim in Šubići, ki se je leta 1221 končal s porazom Domalda.  Štefan I. je pomagal svojemu bratu Gregorju III. v boju proti Domaldu, ki se je spopadal z ogrskim kraljem  Andrejem II., za kar sta brata Štefan in Gregor po Domaldovem porazu leta 1223 za nagrado pridobila njegove posesti na območju od reke Krke do Zadra , stric Višan pa je dobil mesto Split. 
Po poročanju naddiakona Tomaža iz Splita si nihče od njegovih plemičev na Hrvaškem ni upal nasprotovati Gregorju Šubiću, razen njegovega strica, grofa Višana iz Zvonigrada.  Najstarejši v rodbini Šubićev je bil takrat Višan. Leta 1223 je v sporu znotraj rodbine Višan zbral vojsko in se nepričakovano pojavil pod Bribirskim gradom. Grad so obkolili z vseh strani, da ga ne bi kdo zapustil, vendar je Gregor strica prelisičil. Navsezgodaj, ko so bili višanski stražarji utrujeni, je skozi okna postavil v zasedo sovražnika. Višanska vojska je bila zaradi tega nepričakovanega navala tako zmedena, da se ni mogla niti braniti. Veliko število sovražnih vojakov je padlo, sam Višan pa je bil ujet. Ko so ga pripeljali h Gregorju, je prosil za življenje, a je Gregor zgrabil za njegov meč in ga zabodel. S smrtjo grofa Višana je moč Gregorja in njegovega brata še rasla. Njihove posesti so segale od Zvonigrada v Liki do Bribirja in Skradina ter od Knina do Biograda. 
Po Gregorjevi smrti leta 1235 je Štefan I. za kratek čas prevzel vodstvo rodbine. Njegova potomca sta bila sinova Štefan II. in Jakob I.